# Antonee Robinson
Antonee Robinson (nascut el 8 d'agost de 1997), sobrenomenat Jedi, és un jugador de futbol professional nord-americà que juga com a lateral esquerre al club de la Premier League Fulham FC i a la selecció dels Estats Units.

## Inicis
Nascut a Curitiba, Brasil, Robinson va passar pel planter de l'Everton, des dels 11 anys. El juny de 2013 va signar una beca amb el club, i en va esdevenir jugador a temps complet.

## Carrera de club
Mentre estava amb l'equip sub-18 de l'Everton, Robinson va patir lesions que no el van deixar jugar la major part del temps. Va jugar per a l'equip sub-21 cap al final de la temporada 2014-15. Com a resultat, va ser guardonat com a Jugador de la Temporada Sub-18 del club. Al final de la temporada 2014-15, va signar el seu primer contracte professional amb el club després de signar un nou contracte.
Tanmateix, Robinson va passar la major part de la temporada 2015-16 sense jugar, per un cartílag esquinçat sota la ròtula, que va requerir una cirurgia del genoll. Malgrat això, va signar una pròrroga de contracte d'un any el 15 de juliol de 2016. Després, Robinson va jugar els tres partits de l'EFL Trophy, on l'Everton sub-23 va ser eliminat a la fase de grups. També es va convertir en titular habitual del conjunt sub-23. Al final de la temporada 2016-17, Robinson va signar una pròrroga de contracte de dos anys amb el club.

### Bolton Wanderers (cedit)
El 4 d'agost de 2017, es va anunciar que Antonee Robinson havia estat cedit al Bolton Wanderers fins al gener de 2018.
Cinc dies després d'unir-se al club, el 9 d'agost de 2017, va debutar en una victòria per 2-1 de la Copa de la Lliga al Crewe Alexandra. Dues setmanes més tard, el 22 d'agost de 2017, va assistir un gol per a Jem Karacan per marcar el gol que va donar la victòria per 3-2 contra el Sheffield Wednesday a la Copa de la Lliga. Va fer el seu debut a la lliga el 9 de setembre de 2017, en una derrota per 3-0 contra el Middlesbrough, en que va jugar els 90 minuts complets. Robinson es va establir en la posició de lateral esquerre, superant la competència d'Andrew Taylor. El 5 de gener de 2018 es va anunciar que Robinson havia acceptat quedar-se a Bolton durant la resta de la temporada.

### Wigan Athletic
El 15 de juliol de 2019, Robinson es va unir al Wigan Athletic amb un contracte permanent de tres anys. Va debutar amb el Wigan contra el Rotherham United i va marcar el seu primer gol amb el club en un empat 2-2 contra el Millwall el 26 de novembre de 2019.
Després d'impressionar al Wigan al Campionat EFL com un dels millors laterals superiors esquerres de la lliga, Robinson estava disposat a signar amb l'AC Milan de la Sèrie A per 13 milions de dòlars abans de la data límit de transferència del 31 de gener de 2020. No obstant això, l'acord va fracassar quan l'examen mèdic de Robinson a Milà va revelar una irregularitat del ritme cardíac per a la qual no es van poder completar més proves abans de la data límit, i per a la qual es sotmetria a un procediment d'ablació com a tractament.

### Fulham
Després del descens del Wigan del campionat, Robinson es va traslladar al club de la Premier League Fulham el 20 d'agost de 2020 per 2 milions de lliures. Va debutar amb el club en un partit de la Copa de la Lliga contra l'Ipswich Town el 16 de setembre en una victòria del Fulham. Després va jugar a la següent ronda el 23 de setembre contra el Sheffield Wednesday amb una victòria per 2-0. Va jugar la derrota per 3-0 davant el Brentford a la Copa de la Lliga l'1 d'octubre. Va debutar a la Premier League el 4 d'octubre contra el Wolverhampton. Va marcar el seu primer gol amb el club en una eliminatòria de la Copa EFL contra el Birmingham City el 24 d'agost de 2021.

## Carrera internacional
Robinson era elegible tant per a Anglaterra com per als Estats Units. Va néixer i es va criar a Milton Keynes, Anglaterra. El seu pare va néixer a Pernambuco, Brasil, però es va criar a White Plains, Nova York i va obtenir la ciutadania nord-americana. Robinson també és d'origen jamaicà per la seva àvia paterna.
Robinson va ser seleccionat per primera vegada a nivell sub-18 amb els Estats Units. També va ser seleccionat per a la selecció sub-20 dels Estats Units, tot i que no va ser convocat. El març de 2018, Robinson va ser convidat tant al campament sènior dels Estats Units com al campament sub-21 d'Anglaterra, i va acceptar la convocatòria del sènior dels Estats Units per a un amistós contra Paraguai en el qual va ser restar a la banqueta. Va fer el seu debut a la sènior dels Estats Units el 28 de maig de 2018, jugant els 90 minuts complets en una victòria amistosa per 3-0 contra Bolívia i registrant una assistència.

## Palmarès
Fulham
- Campionat EFL: 2021–22[33]

Estats Units
- Lliga de Nacions CONCACAF: 2019-20[cal citació]

Individual
- Equip de la temporada del campionat EFL: campionat 2021–22[34][35]